# Колпашевский район
Колпа́шевский райо́н — административно-территориальная единица (район) и муниципальное образование (муниципальный район) в центральной части Томской области России.
Административный центр района — город Колпашево.

## География
Колпашевский район приравнен к районам Крайнего Севера.
Площадь района — 17,1 тыс. км².
Наиболее значительные реки района: Обь, Кеть, Ёлтырева, Пиковка, Шуделька и Чая. Среди озёр наиболее крупные: Васильево, Глухое, Карасёвое и Литазское.

## История
Район был образован 4 сентября 1924 г. постановлением Сибирского революционного комитета путём объединения бывшей Кетской волости Нарымского уезда Томской губернии и части Тискинской волости Томского уезда. До 1925 года входил в состав Нарымского уезда Томской губернии, затем — Томского округа Сибирского края (1925—1930), Западно-Сибирского края (1930—1937). В 1932 году включен в состав Нарымского округа Западно-Сибирского края, затем Нарымского округа Новосибирской области (1937—1944). Постановлением президиума Новосибирского облисполкома от 27 апреля 1939 года № 763 из состава Колпашевского района был выделен Верхнекетский район с центром в с. Белый Яр. В 1944 году Нарымский округ был ликвидирован, а его районы переданы в состав воссозданной (после 1762 года) Томской области.
В годы сталинских репрессий против сибирского и алтайского крестьянства 1928—1934 годов в Колпашевский район на спецпереселение высылали раскулаченные крестьянские семьи. В 1934—1953 район являлся частью системы ГУЛАГ, здесь располагались концлагеря, расстрельные и иные места уничтожения людей, спецкомендатуры Сибирского управления лагерей ОГПУ/НКВД СССР (Сиблаг). Во многом благодаря высокообразованным политическим ссыльным и спецпереселенцам уровень образованности населения района в 1928—1953 гг. был выше, чем в среднем по стране. В предвоенные годы в рамках ГУЛАГа район получил сильное развитие: оживились речные и иные перевозки, появилось авиасообщение с Томском и Новосибирском, увеличилось производство продукции и лесозаготовки, осуществляемые силами репрессированных и инфраструктурой их содержания.
Указом Президиума Верховного Совета РСФСР от 15 июля 1953 г. Колпашевский район был формально упразднен, а его территория передана в подчинение Колпашевскому городскому Совету. Эту территорию в официальных документах именовали «пригородной зоной города Колпашево». 1 февраля 1963 года в связи с проводимой административной политикой разделения сельских и промышленных районов более половины сельсоветов пригородной зоны г. Колпашево было передано в Чаинский район Томской области. Лишь 7 января 1965 г. Колпашевский район был восстановлен в прежних границах.

## Население
| 2002    | 2007    | 2008    | 2009    | 2010    | 2011    |
| ------- | ------- | ------- | ------- | ------- | ------- |
| 48 164  | ↘44 100 | ↘43 700 | ↘43 186 | ↘41 183 | ↘41 076 |
| 2012    | 2013    | 2014    | 2015    | 2016    | 2017    |
| ↘40 153 | ↘39 592 | ↘39 142 | ↘38 839 | ↘38 734 | ↘38 667 |
| 2018    | 2019    | 2020    | 2021    |         |         |
| ↘38 439 | ↘38 254 | ↘37 703 | ↘33 325 |         |         |

Численность населения района составляет 3.21 % от населения области.

### Урбанизация
В городских условиях (город Колпашево) проживают 62,49 % населения района.

## Муниципально-территориальное устройство
В муниципальный район входят 6 муниципальных образований, в том числе 1 городское поселение и 5 сельских поселений.
| № | Муниципальное образование        | Административный центр  | Количество населённых пунктов | Население (чел.) | Площадь (км²) |
| - | -------------------------------- | ----------------------- | ----------------------------- | ---------------- | ------------- |
| 1 | Колпашевское городское поселение | город Колпашево         | 4                             | ↘27 067          | 909,06        |
| 2 | Инкинское сельское поселение     | село Инкино             | 6                             | ↘840             | 447,74        |
| 3 | Новогоренское сельское поселение | деревня Новогорное      | 2                             | ↘343             | 280,31        |
| 4 | Новосёловское сельское поселение | село Новоселово         | 11                            | ↘1326            | 543,87        |
| 5 | Саровское сельское поселение     | посёлок Большая Саровка | 5                             | ↘882             | 325,65        |
| 6 | Чажемтовское сельское поселение  | село Чажемто            | 9                             | ↘2867            | 9517,40       |

Законом Томской области от 10 мая 2017 года № 37-ОЗ, были преобразованы, путём их объединения, Дальненское и Новосёловское сельские поселения — в Новосёловское сельское поселение с административным центром в селе Новоселово.
Законом Томской области от 10 мая 2017 года № 38-ОЗ, были преобразованы, путём их объединения, Национальное Иванкинское, Копыловское и Инкинское сельские поселения — в Инкинское сельское поселение с административным центром в селе Инкино.

### Населённые пункты
В Колпашевском районе 37 населённых пунктов.
| №  | Населённый пункт | Тип     | Население | Муниципальное образование                   |
| -- | ---------------- | ------- | --------- | ------------------------------------------- |
| 1  | Белояровка       | деревня | ↘102      | Новосёловское сельское поселение            |
| 2  | Большая Саровка  | посёлок | ↘552      | Саровское сельское поселение                |
| 3  | Волково          | деревня | ↘154      | Колпашевское городское поселение            |
| 4  | Дальнее          | посёлок | ↘93       | Дальненское сельское поселение              |
| 5  | Зайкино          | посёлок | ↘0        | Копыловское сельское поселение              |
| 6  | Иванкино         | село    | ↘27       | Национальное Иванкинское сельское поселение |
| 7  | Игнашкино        | деревня | ↘60       | Чажемтовское сельское поселение             |
| 8  | Инкино           | село    | ↘462      | Инкинское сельское поселение                |
| 9  | Колпашево        | город   | ↘20 824   | Колпашевское городское поселение            |
| 10 | Копыловка        | село    | ↘215      | Копыловское сельское поселение              |
| 11 | Куржино          | посёлок | ↘24       | Дальненское сельское поселение              |
| 12 | Маракса          | деревня | ↘445      | Новосёловское сельское поселение            |
| 13 | Могильный Мыс    | деревня | ↘239      | Чажемтовское сельское поселение             |
| 14 | Мохово           | деревня | ↘23       | Новосёловское сельское поселение            |
| 15 | Новоабрамкино    | деревня | ↘4        | Чажемтовское сельское поселение             |
| 16 | Новогорное       | деревня | ↘315      | Новогоренское сельское поселение            |
| 17 | Новоильинка      | село    | ↘198      | Саровское сельское поселение                |
| 18 | Новокороткино    | деревня | ↘9        | Чажемтовское сельское поселение             |
| 19 | Новоселово       | село    | ↘571      | Новосёловское сельское поселение            |
| 20 | Новосондрово     | деревня | ↘4        | Саровское сельское поселение                |
| 21 | Озёрное          | село    | ↘456      | Чажемтовское сельское поселение             |
| 22 | Павлов Мыс       | посёлок | ↘14       | Новосёловское сельское поселение            |
| 23 | Пасека           | деревня | ↘136      | Инкинское сельское поселение                |
| 24 | Родионовка       | деревня | ↘3        | Новосёловское сельское поселение            |
| 25 | Север            | деревня | ↘64       | Колпашевское городское поселение            |
| 26 | Староабрамкино   | деревня | ↘31       | Чажемтовское сельское поселение             |
| 27 | Старокороткино   | село    | ↘189      | Чажемтовское сельское поселение             |
| 28 | Сугот            | деревня | ↘90       | Чажемтовское сельское поселение             |
| 29 | Типсино          | деревня | ↘4        | Новосёловское сельское поселение            |
| 30 | Тискино          | деревня | ↘39       | Саровское сельское поселение                |
| 31 | Тогур            | село    | ↘6025     | Колпашевское городское поселение            |
| 32 | Усть-Речка       | деревня | ↘0        | Новосёловское сельское поселение            |
| 33 | Усть-Чая         | деревня | ↘28       | Новогоренское сельское поселение            |
| 34 | Чажемто          | село    | ↘1789     | Чажемтовское сельское поселение             |
| 35 | Чугунка          | деревня | ↘89       | Саровское сельское поселение                |
| 36 | Юдино            | деревня | ↘47       | Новосёловское сельское поселение            |
| 37 | Юрты             | посёлок | ↘0        | Инкинское сельское поселение                |

| №  | Населённый пункт                              | Тип              | Год упразднения |
| -- | --------------------------------------------- | ---------------- | --------------- |
| 1  | Алдыган                                       | деревня          | 1988            |
| 2  | Атяево                                        | деревня          | 1971            |
| 3  | Баранаково                                    | деревня          | 1988            |
| 4  | Белый Яр                                      | деревня          | 1982            |
| 5  | Берёзовка (Инкинский сельсовет)               | деревня          | 1972            |
| 6  | Берёзовка (Новогоренский сельсовет)           | деревня          | 1972            |
| 7  | Верхняя Шуделька                              | посёлок          | 1972            |
| 8  | Гоголевка                                     | деревня          | 1987            |
| 9  | Ельцовка                                      | посёлок          | 1972            |
| 10 | Жигалово                                      | деревня          | 1972            |
| 11 | Жигаловский рейд                              | населенный пункт | 1972            |
| 12 | Иготкино                                      | деревня          | 1972            |
| 13 | Ингузет                                       | посёлок          | 1972            |
| 14 | Кальджа-Мысовая                               | деревня          | 1972            |
| 15 | Кетское                                       | деревня          | 1972            |
| 16 | Киярово                                       | хутор            | 1976            |
| 17 | Комарово (Моховский сельсовет)                | деревня          | 1971            |
| 18 | Комарово (Тогурский сельсовет)                | деревня          | 2004            |
| 19 | Костенькино                                   | деревня          | 1976            |
| 20 | Круглое                                       | посёлок          | 1971            |
| 21 | Курья                                         | деревня          | 1971            |
| 22 | Лебяжье                                       | деревня          | 1982            |
| 23 | Ломовка 1-я                                   | посёлок          | 1972            |
| 24 | Малая Саровка                                 | деревня          | 1982            |
| 25 | Малиновка                                     | деревня          | 1972            |
| 26 | Маракса 2-я                                   | деревня          | 1982            |
| 27 | Матюшкино                                     | деревня          | 2004            |
| 28 | Мысовая                                       | деревня          | 1976            |
| 29 | Новосёлово (Колпашевское городское поселение) | деревня          | 1971            |
| 30 | Овощесовхоз                                   | посёлок          | 1987            |
| 31 | Орловка                                       | деревня          | 1972            |
| 32 | Первомайка                                    | деревня          | 2014            |
| 33 | Петропавловка                                 | деревня          | 2004            |
| 34 | Пиковка                                       | деревня          | 1982            |
| 35 | Семёновка                                     | посёлок          | 1972            |
| 36 | Сергушино                                     | деревня          | 1982            |
| 37 | Тайжо 2-е                                     | посёлок          | 1972            |
| 38 | Тайзаково                                     | деревня          | 1971            |
| 39 | Тебеняк                                       | деревня          | 1982            |
| 40 | Трехустье-Кальджа                             | деревня          | 2004            |
| 41 | Черниговка                                    | деревня          | 1976            |
| 42 | Шуделька                                      | деревня          | 1972            |
| 43 | Яковлевка                                     | посёлок          | 1972            |